# アジアクラブ選手権1971
アジアクラブ選手権1971（英: 1971 Asian Champion Club Tournament）はアジアサッカー連盟 (AFC) が主催するアジアクラブ選手権の第4回大会。1971年3月21日から4月2日まで、タイ・バンコクで開催された（元々はクウェートで開催予定だったが、クウェートと外交関係の無いイスラエルのクラブ・マッカビ・テルアビブFCの参加が危ぶまれたため､開催地が変更された）。
8ヵ国から国内リーグチャンピオン8チームが参加した。大会はタイのバンコクで3月21日から4月2日にかけて開催された。8クラブはまず4チームずつ2つのグループに分けられ、両グループの上位2位までが準決勝に進出した。
決勝ではアル・ショルタ（イラク）が棄権したためマッカビ・テルアビブFC（イスラエル）が不戦勝で優勝し、2度目のアジアタイトルを獲得した。
アジアクラブ選手権は政治的・経済的理由から、この回を最後に1985年に復活するまで休止となった。

## 大会結果

### グループステージ

#### グループA
| チーム         | 勝点 | 試合 | 勝 | 分 | 負 | 得点 | 失点 | 差 |
| -------------- | ---- | ---- | -- | -- | -- | ---- | ---- | -- |
| タージ・クラブ | 5    | 3    | 2  | 1  | 0  | 5    | 1    | 4  |
| 国軍体育部隊   | 4    | 3    | 2  | 0  | 1  | 5    | 2    | 3  |
| アル・アラビ   | 3    | 3    | 1  | 1  | 1  | 3    | 1    | 2  |
| ペラFA         | 0    | 3    | 0  | 0  | 3  | 0    | 9    | −9 |

| 第1試合 | アル・アラビ   | 3 – 0 | ペラ         |
| 第2試合 | タージ・クラブ | 2 – 1 | 国軍体育部隊 |
| 第3試合 | 国軍体育部隊   | 3 – 0 | ペラ         |
| 第4試合 | タージ・クラブ | 0 – 0 | アル・アラビ |
| 第5試合 | タージ・クラブ | 3 – 0 | ペラ         |
| 第6試合 | 国軍体育部隊   | 1 – 0 | アル・アラビ |

#### グループB
| チーム               | 勝点 | 試合 | 勝 | 分 | 負 | 得点 | 失点 | 差  |
| -------------------- | ---- | ---- | -- | -- | -- | ---- | ---- | --- |
| マッカビ・テルアビブ | 6    | 3    | 3  | 0  | 0  | 11   | 2    | 9   |
| アル・ショルタ       | 4    | 3    | 2  | 0  | 1  | 8    | 4    | 4   |
| バンコク・バンクFC   | 2    | 3    | 1  | 0  | 2  | 3    | 6    | −3  |
| FCパンジャブ・ポリス | 0    | 3    | 0  | 0  | 3  | 2    | 12   | −10 |

| 第1試合 | バンコク・バンク     | 2 – 0 | パンジャブ       |
| 第2試合 | マッカビ・テルアビブ | w/o x | アル・ショルタ   |
| 第3試合 | マッカビ・テルアビブ | 4 – 1 | パンジャブ       |
| 第4試合 | アル・ショルタ       | 2 – 0 | バンコク・バンク |
| 第5試合 | アル・ショルタ       | 6 – 1 | パンジャブ       |
| 第6試合 | マッカビ・テルアビブ | 4 – 1 | バンコク・バンク |

### ノックアウトステージ

#### 準決勝
|  |

| マッカビ・テルアビブ | 2 – 0 | 国軍体育部隊 |
|                      |       |              |

| バンコク, タイ王国 |

|  |

| アル・ショルタ | 2 – 0 | タージ・クラブ |
|                |       |                |

| バンコク, タイ王国 |

#### 3位決定戦
|  |

| タージ・クラブ | 3 – 2 | 国軍体育部隊 |
|                |       |              |

| バンコク, タイ王国 |

#### 決勝
|  |

| マッカビ・テルアビブ | w/o x | アル・ショルタ |
|                      |       |                |

| バンコク, タイ王国 |

## 優勝
| アジアクラブ選手権1971 マッカビ・テルアビブ 2回目 |